# Kirche Niedernissa

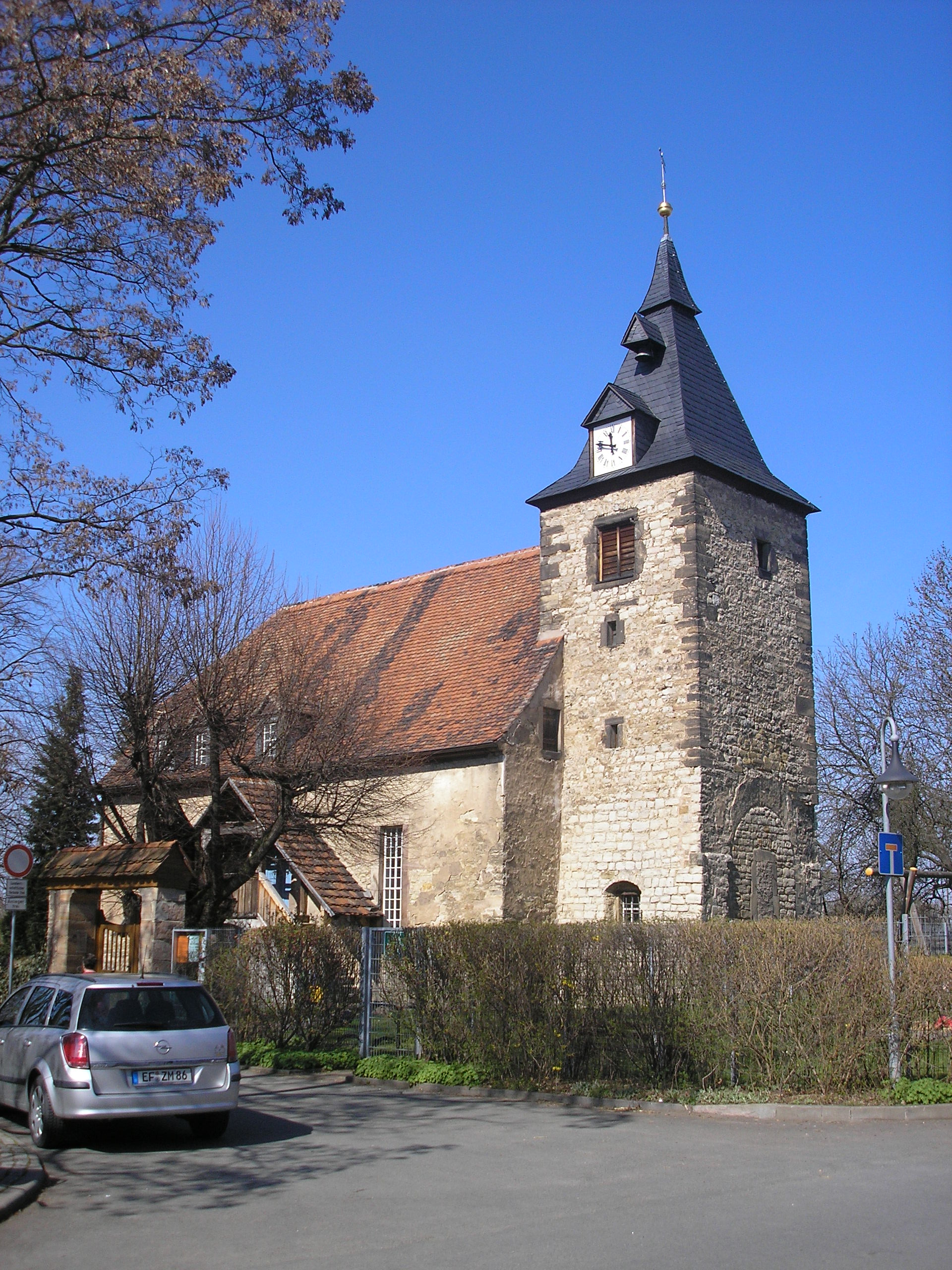
Kirche Niedernissa

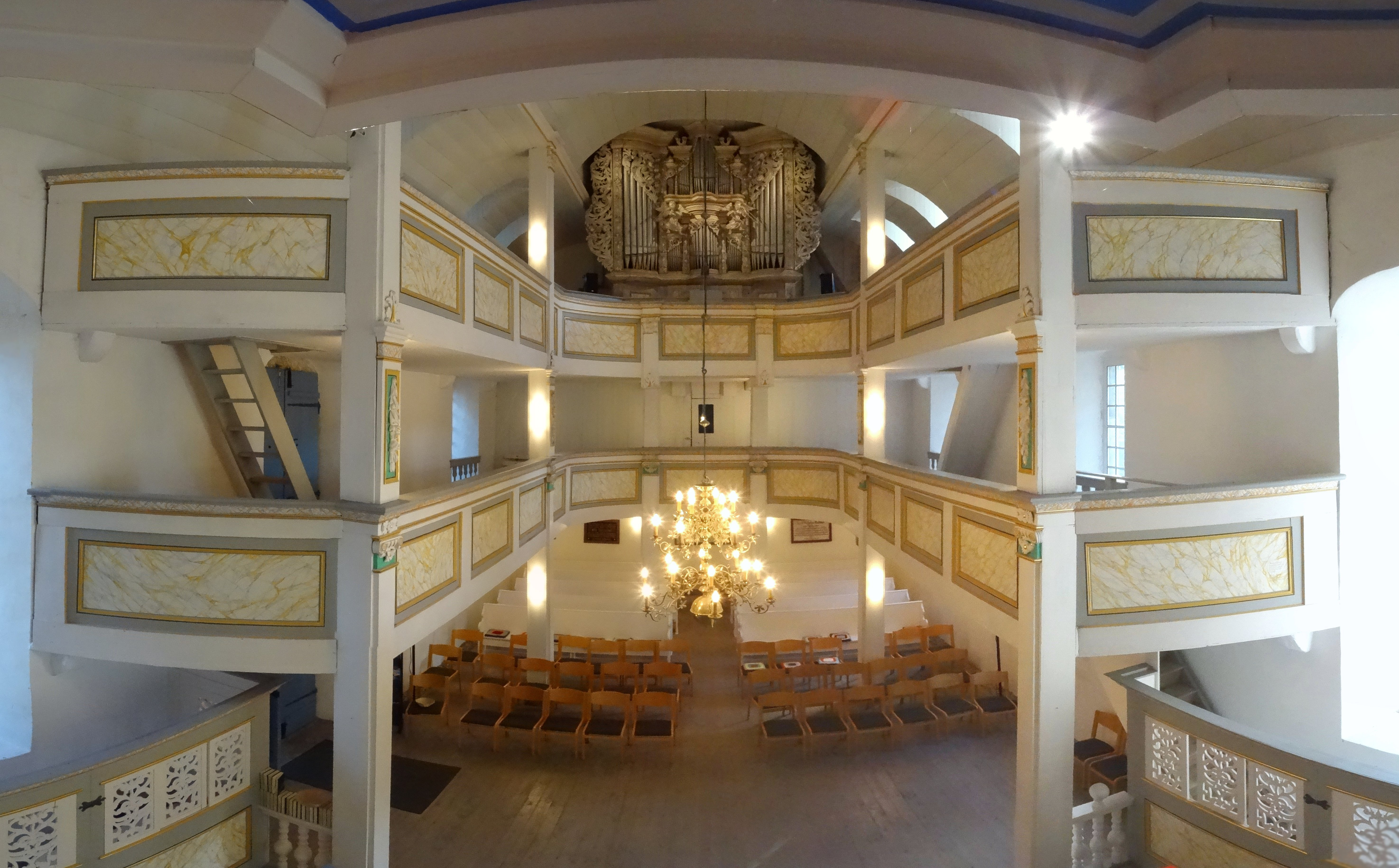
Innenansicht nach Westen

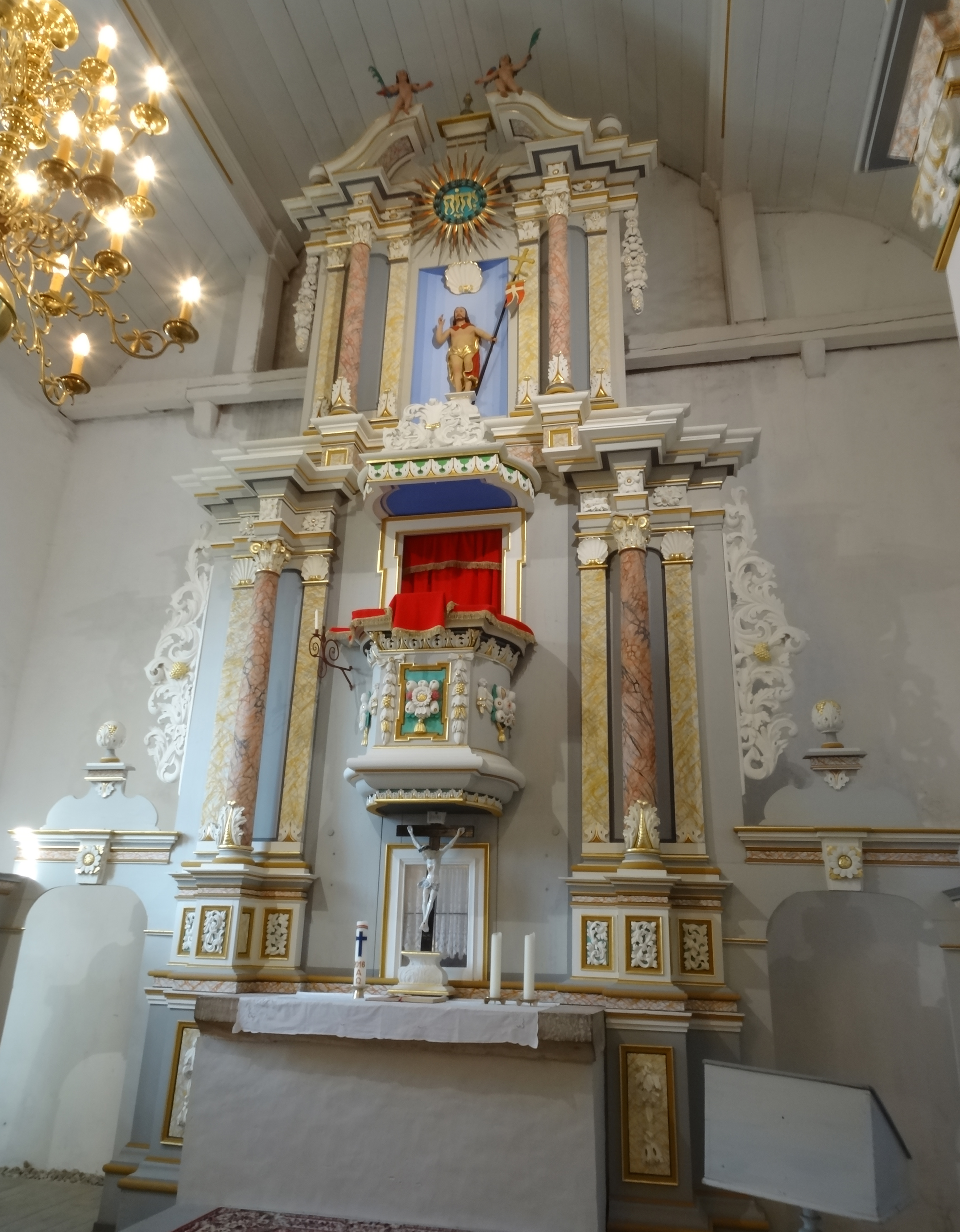
Altar

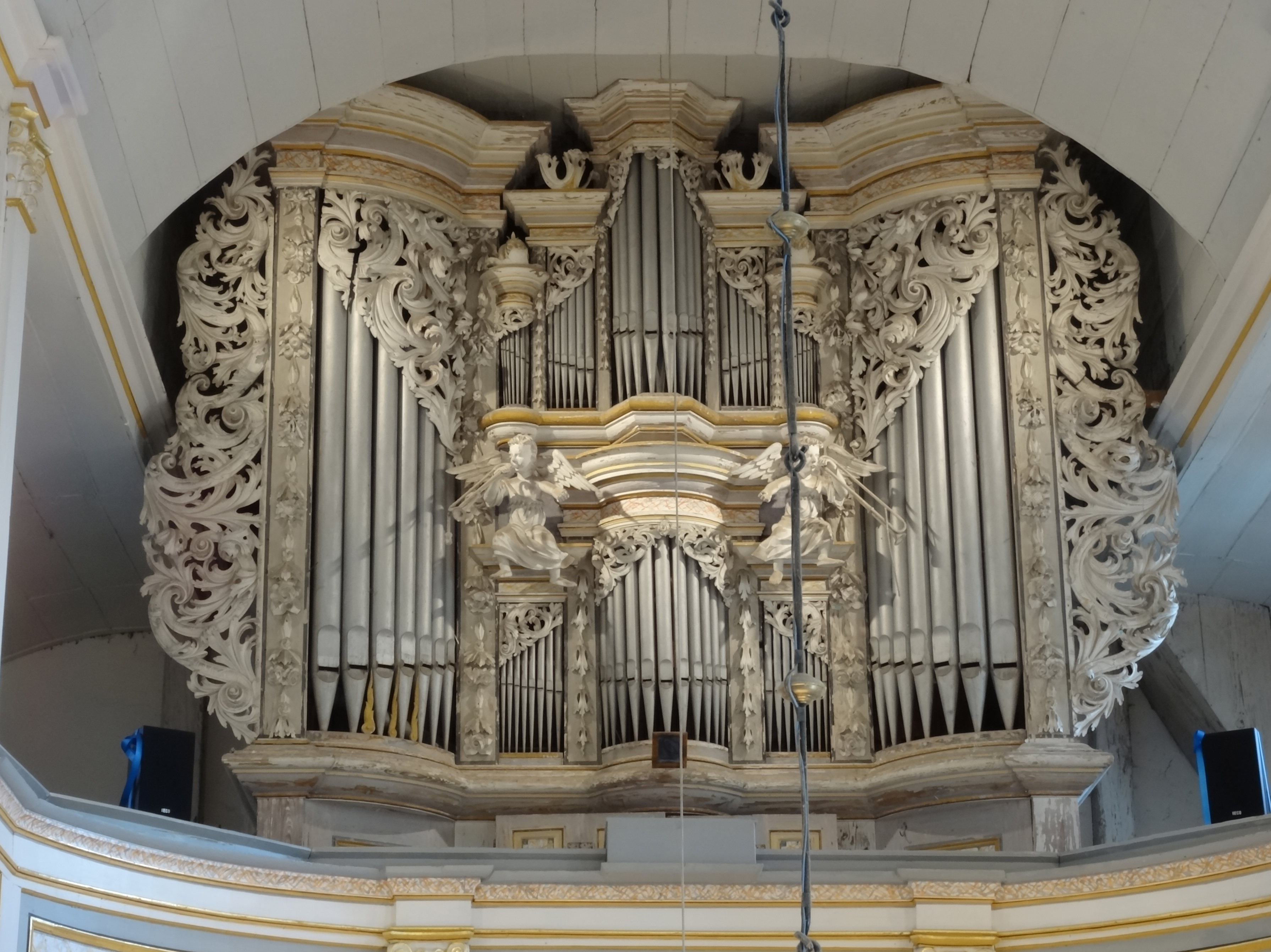
Orgel

Die evangelische Kirche Niedernissa (auch: Zur Himmelspforte) ist eine ursprünglich romanische, barock umgebaute Chorturmkirche im Ortsteil Niedernissa von Erfurt in Thüringen. Sie gehört zum Evangelischen Kirchengemeindeverband Erfurt-Windischholzhausen im Evangelischen Kirchenkreis Erfurt der Evangelischen Kirche in Mitteldeutschland.

## Geschichte und Architektur
Die in der Nähe des Ortseingangs im Nordwesten des Dorfes gelegene Kirche ist romanischen Ursprungs. Der romanische Chorturm trägt auf quadratischem Grundriss ein 1994 neu schiefergedecktes Dach. Gleichzeitig erhielt der Kirchturm einen neuen vergoldeten Turmknopf. Die große Kirchturmuhr ist an der Basis der Südseite des Turmhelms angeordnet, gleich darüber hängt die Schlagglocke unter einem kleinen Dach. Die drei Kirchturmglocken wurden 1633 von Melchior Moeringk aus Erfurt gegossen. Ein großer zugemauerter Bogen an der Ostseite des Turms wird als Zugang zu einer abgebrochenen Apsis gedeutet. Der Haupteingang ist in der Südseite des Turms eingebaut. Ein überdachter hölzerner Treppenaufgang an der Südseite des 1729 erneuerten Kirchenschiffes führt auf die Emporenetage im Inneren der Kirche. Das hohe Kirchenschiff trägt ein Krüppelwalm-Mansarddach mit je drei stehenden Dachfenstern auf der Süd- und Nordseite des Daches. Die Westseite ist ohne Fenster oder Türen. Das Innere ist auf drei Seiten von einer Doppelempore auf Stützen mit Kapitellen und Fruchtgehängen umgeben und mit einem doppelt gebrochenen, hölzernen Tonnengewölbe abgeschlossen. Seit 1994 wurden große Teile der Kirche restauriert und instand gesetzt sowie der Altar restauriert.

## Ausstattung
Der barocke Kanzelaltar aus dem Jahr 1730 besteht aus einem zweigeschossigen Aufbau mit Säulengliederung, im Altarauszug ist der auferstandene Christus mit der Siegesfahne und einer Strahlenglorie dargestellt. Der Kanzelkorb ist reich mit plastischen Fruchtgehängen verziert.
Der Taufstein vom Anfang des 18. Jahrhunderts zeigt an der Kuppa stark plastische Fruchtgehänge zwischen geflügelten Engelsköpfen,
Die Orgel in einem Gehäuse mit reicher Blatt- und Fruchtornamentik sowie zwei Posaunenengeln ist ein weitgehend erhaltenes, jedoch restaurierungsbedürftiges Werk von Johann Georg Schröter aus dem Jahr 1731 mit 20 Registern auf zwei Manualen und Pedal. Die Spielanlage der Orgel ist die einzige vollständig erhaltene einer Schröter-Orgel.